# 鄭克昭
鄭克昭（1441年—？），字克昭，福建福州府闽县人，明朝政治人物、進士出身。
天順六年，福建壬午乡试中舉。成化十一年，登乙未科會試中進士，官至南雄府知府。
曾祖父鄭檜。祖父鄭瑩，曾任進士。父亲鄭珵，曾任教諭。